# 澳門君悅酒店

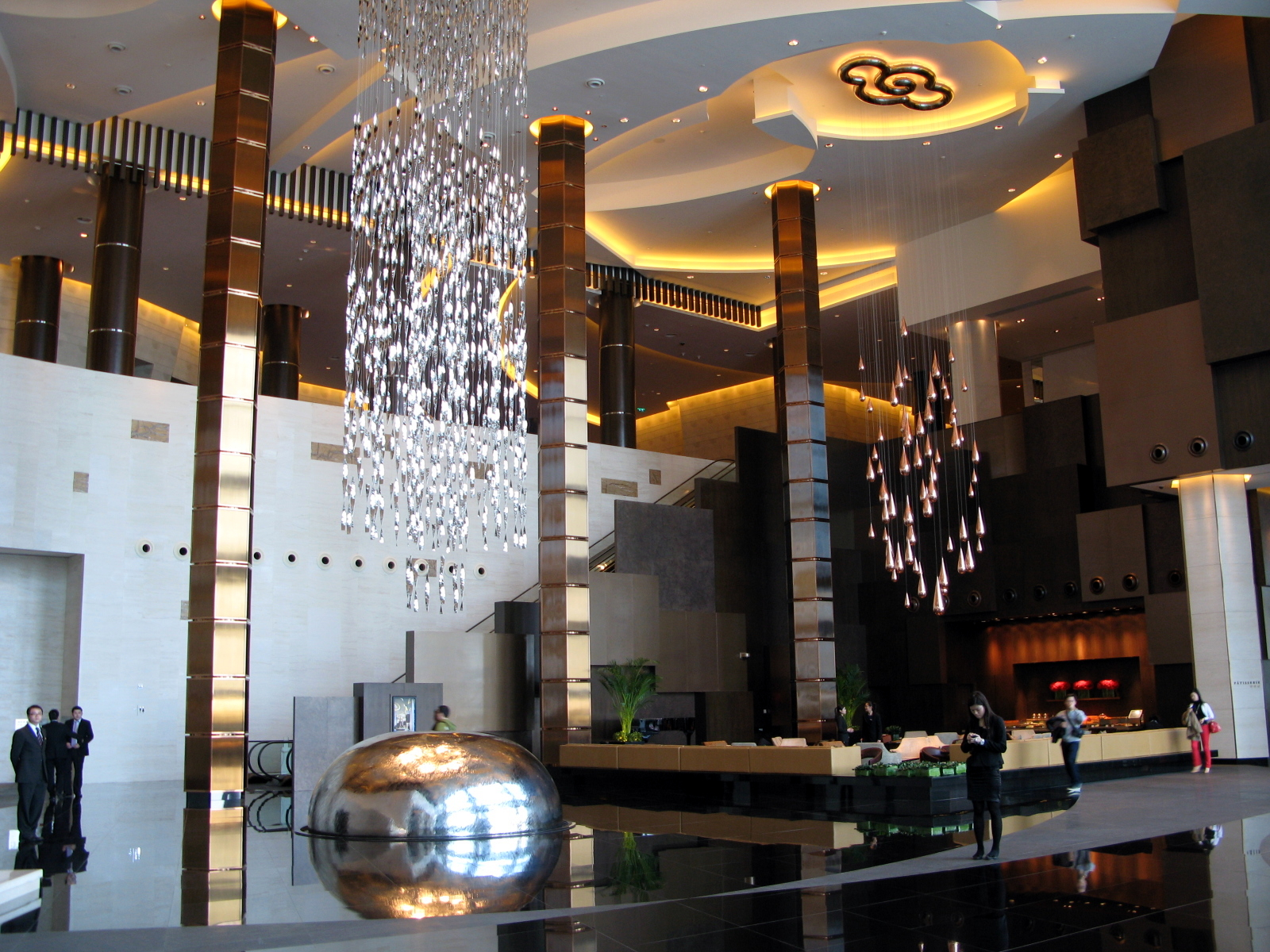
澳門君悅酒店大堂

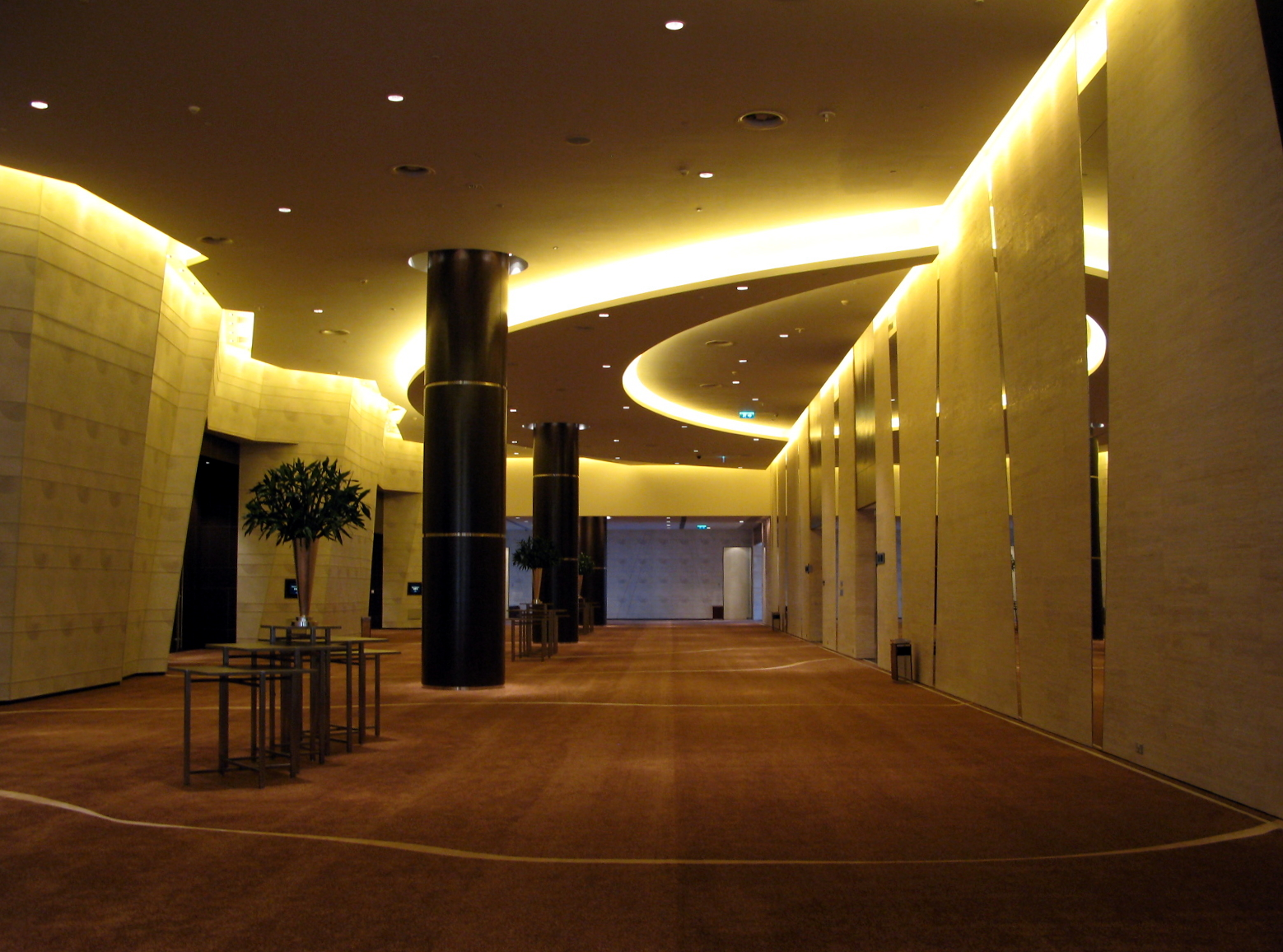
澳門君悅酒店內的會議中心

澳門君悅酒店（Grand HYATT Macau）位於澳門路氹連貫公路北面入口處，是新濠天地項目內其中一座酒店，於2009年9月29日開幕，但客房部分則於2009年11月1日才開放入住。澳門君悅酒店主要的服務對象是休閒及商務之旅客，酒店的獨特雙子主塔，為新濠天地提供791間客房和套房。

## 客房
澳門君悅酒店提供791間客房和套房，當中嘉賓軒大樓擁有332間客房和46間套房。

## 會議中心
澳門君悅酒店擁有超過9,000平方米的多用途場地，是澳門其中一個設備完善的會議地點。高達8米的無柱大宴會廳可分間成4個配備獨立控制室及隔音設備的部分，這個劇院式設計的大禮堂同時可容納多達約2,500人；而配備了開放式廚房及天然光照明概念的盛會廳則可宴請500位賓客。此外，酒店還設有8個沙龍廳會室、專業會議中心，以及一個舉辦夜間宴會活動的室外場地。

## 餐飲
澳門君悅酒店設有大堂酒廊及精餅店，而大堂一層則開設了「滿堂彩」餐廳；酒店三樓開設「Mezza 9」餐廳，於2009年12月開業；而新濠天地內的新濠大道還設有多家餐廳和酒吧。

## 「怡」
「怡」水療中心擁有15間私人療程室，揉合澳葡精髓，帶領賓客感受獨特的Hyatt Pure療法。此外澳門君悅酒店內還設有一個40米恆溫室外游泳池、設有男賓部及女賓部的蒸汽浴室，以及一個健身中心。酒店亦計劃提供凱悅兒童營計劃，開始推行時間待定。

## 用作醫學觀察酒店用途
2022年7月8日，旅遊局宣佈該酒店B1塔樓被用作收治在新一輪大規模疫情期間密切接觸者、共同軌跡和次密接接觸者。

## 鄰近建築／景點
| 景點 - 路環小型賽車場 - 澳門賽馬會 - 澳門國際遊艇俱樂部 旅館或商業項目 - 皇庭海景酒店 - 澳門葡京人 | 建設 - 路氹國際體育綜合體 - 澳門東亞運動會體育館 （澳門蛋） - 保齡球中心 - 網球學校 - 國際射擊中心 - 澳門戶外表演區 - 澳門科技大學 - 科大醫院 - 蓮花大橋 - 東方高爾夫球會 - 離島醫院綜合體北京協和醫院澳門醫學中心 - 駕駛學習暨考試中心 - 澳門鏡湖護理學院 | 「路氹金光大道™」商標項目 - 澳門威尼斯人度假村酒店 - 金光綜藝館 - 澳門百利宮 - 四季酒店 - 百利沙娛樂場 - 四季·名店 - 澳門倫敦人 - 康萊德酒店 - 倫敦人酒店 - 倫敦人名匯 - 瑞吉酒店 - 澳門巴黎人 - 巴黎人酒店 | 路氹城其他大型項目 - 新濠天地 - 頤居 - 迎尚酒店 - 君悅酒店 - 摩珀斯酒店 - 新濠大道 - 澳門銀河 - 澳門銀河酒店 - 澳門大倉酒店 - 澳門悅榕庄酒店 - 澳門JW萬豪酒店 - 澳門麗思卡爾頓酒店 - 澳門百老匯 - 萊佛士酒店 - 安達仕酒店 - 澳門嘉佩樂酒店 - 新濠影滙 - 新濠影滙酒店 - 澳門W酒店 - 永利皇宫 - 永利皇宮酒店 - 美獅美高梅 - 上葡京 |

## 交通

### 自設交通
新濠天地提供來往酒店與各口岸的接駁專巴服務，設有以下9條路線：
1. 新濠天地 ↔ 關閘（旅遊巴士站 或 賭場及酒店穿梭巴士站）
2. 新濠天地 ↔ 外港碼頭
3. 新濠天地 ↔ 澳門國際機場
4. 新濠天地 ↔ 臨時客運碼頭
5. 新濠天地 ↔ 路氹邊檢大樓
6. 新濠天地 ↔ 內港客運碼頭
7. 新濠天地 ↔ 澳門半島（新麗華站）
8. 新濠天地 ↔ 金蓮花廣場
9. 新濠天地 ↔ 澳門旅遊塔

### 合作交通
「路氹金光大道─金光穿梭巴士」提供來往各路氹城區酒店的免費接駁專巴服務，設有以下1條路線：
| 新濠天地 | →          | 威尼斯人度假村 |
| ↖        |            | ↙              |
|          | 澳門百利宮 |                |

「路氹─澳門服務專綫」提供來往路氹城及澳門半島美高梅金殿的免費接駁專巴服務，設有以下1條路線：
1. 新濠天地 ↔ 美高梅金殿

### 巴士
T391 霍英東馬路／科技大學（Av. Dr. Henry Fok／M.U.S.T.）
路線：50、N6
T399 路氹東／永利皇宮（Cotai Leste／Wynn Palace）
路線：50、N5
T400 路氹東／新濠天地（Cotai Leste／C.O.D）
路線：50、701X、N5
T407 霍英東馬路／永利皇宮（Av. Dr. Henry Fok／Wynn Palace）
路線：35、50B、N5

### 輕軌
█  氹仔線路氹東站